# Fídies el Jove
Fídies el Jove (en llatí Pheidias o Phidias, en grec antic Φειδίας "Pheidías") era el fill del gran escultor Fídies. Igual que el seu pare era ciutadà d'Atenes.
Juntament amb el seu germà Ammoni va esculpir una estàtua colossal d'una figura asseguda, feta amb una especie de basalt, que ara es troba a Roma al Museu Capitolí. Porta a la base la inscripció en grec ΦΙΔΙΑΣ ΚΑΙ ΑΜΜΟΝΙΟΣ ΑΜΦΟΤΕΡΟΙ ΦΙΔΙΟΥ ΕΠΟΙΟΥΝ.